# 我是哪吒
《我是哪吒》是一部2016年中國大陆3D動畫電影，於10月1日國慶节上映。本片是繼1979年的《哪吒鬧海》後，第二部以哪吒為主角的动画电影。

## 劇情簡介
故事講述夜叉陷害龍女試圖統治東海，卻被哪吒撞見，為了逃避問罪便將罪名嫁禍給他，導致一場大戰即將到來。

## 配音員
- 陶典 聲演 哪吒
- 韩娇娇 聲演 龙女
- 刘垚 聲演 土行孙
- 彭博 聲演 夜叉
- 邹亮 聲演 太乙真人
- 梁达伟 聲演 李靖
- 姚彦泽 聲演 李夫人
- 孟祥龙 聲演 龙王

## 续作与争议
续作名为《我是哪吒2之英雄归来》，于2023年10月上映，然而，网友们观看後发现，该续作中人物造型与《我是哪吒》截然不同，反倒与大热动画电影《哪吒之魔童降世》在人物的造型，道具的设定，海报设计高度相似，误导不少网友认为是后者的续作进入剧院观看。同时网友们还发现《我是哪吒》在造型上也有模仿央视电视动画《哪吒传奇》之嫌。
人民文娱官方点评称“海报风格是高度借鉴的，角色造型是高度撞脸的，主打一个信息差，骗进去一个是一个。”2024年，该片获得第15届电影金扫帚奖“最令人失望动画片”。

## 相关
《汽车人总动员》（一部造型山寨大热动画《汽车总动员》电影）